# Resident Evil: Welcome to Raccoon City
Resident Evil: Welcome to Raccoon City is een actie-horrorfilm uit 2021, geschreven en geregisseerd door Johannes Roberts. Aangepast aan de verhalen van de eerste en tweede computerspel van Capcom, dient het als een reboot van de Resident Evil-filmreeks en de zevende live-actiefilm in het algemeen, die losjes gebaseerd was op de computerspelserie met dezelfde naam. De hoofdrollen worden vertolkt door Kaya Scodelario, Hannah John-Kamen, Robbie Amell, Tom Hopper, Avan Jogia, Donal Logue en Neal McDonough.

## Verhaal
In de jaren tachtig woonden Claire Redfield en haar oudere broer Chris in het stadsweeshuis van Raccoon City. Daar ontmoet Claire Lisa Trevor, een misvormde kleindochter die het slachtoffer is van de experimenten van Dr. William Birkin. Deze laatste is in dienst van de farmaceutische gigant Umbrella Corporation. Uitverkoren om ook deze experimenten te ondergaan, vlucht Claire.
In 1998 keert Claire, nu volwassen terug naar Raccoon City. Gealarmeerd door Ben Bertolucci wil ze haar broer, die nu bij de lokale politie werkt, waarschuwen voor de gevaren die boven de stad hangen. Na het vertrek van Umbrella is Racoon City in doodsangst. De uittocht van de samenleving heeft de stad braak gelaten. Op het politiebureau beveelt chef Brian Irons, Chris en zijn collega's om Bravo Team te redden in de buurt van Spencer Mansion.

## Rolverdeling
| Acteur            | Personage       |
| ----------------- | --------------- |
| Kaya Scodelario   | Claire Redfield |
| Hannah John-Kamen | Jill Valentine  |
| Robbie Amell      | Chris Redfield  |
| Tom Hopper        | Albert Wesker   |
| Avan Jogia        | Leon S. Kennedy |
| Donal Logue       | Brian Irons     |
| Neal McDonough    | William Birkin  |
| Lily Gao          | Ada Wong        |

## Release
De film ging in première op 19 november 2021 op Le Grand Rex in Parijs en werd in de Verenigde Staten uitgebracht op 24 november 2021 door Sony Pictures Releasing. De film werd vertraagd vanaf de oorspronkelijke releasedatums van 3 en 9 september 2021.

## Ontvangst
De film ontving gemengde recensies van critici. Op Rotten Tomatoes heeft Resident Evil: Welcome to Raccoon City een waarde van 30% en een gemiddelde score van 4,90/10, gebaseerd op 86 recensies. Op Metacritic heeft de film een gemiddelde score van 44/100, gebaseerd op 21 recensies.